# Crazy Tour
A Crazy Tour a Queen együttes 1979. november 22-étől 1979. december 26-áig tartó koncertsorozata. A turnén összesen 20 koncertet adtak, az egyetlen írországi fellépés kivételével mind az Egyesült Királyságban.

## Története
Az 1978-ban megjelent Jazz című album világkörüli turnéja 1979. május 6-án fejeződött be Japánban. Ezután az együttes június/júliusban a müncheni Musicland Studiosban dolgozott a következő nagylemez dalain. Ekkor vették fel többek között a Crazy Little Thing Called Love dalt, amit jóval az új album megjelenése előtt, még októberben kiadtak kislemezen. A dal a brit kislemezlistán egészen a 2. helyig jutott (Amerikában pedig listavezető lett). Ennek apropóján, és mert a Jazz-turné nem érintette Angliát, 1979 végére Crazy Tour néven országos turnét szerveztek az Egyesült Királyságban.
A turné bemelegítő koncertjére Írországban, Dublinban került sor, ahol története során első alkalommal lépett fel a Queen. Eredetileg két ír koncertet terveztek, egyet november 20-ára Corkba, és egyet november 22-ére Dublinba, de valamilyen okból a corki előadás elmaradt. Dublinban viszont nagy sikert aratott a Queen, akik ezúttal kivételesen és tapintatosan nem az angol himnusszal zárták koncertjüket, hanem az A Day at the Races albumon hallható levezetéssel.
A turné 20 koncertjének műsora nagyban hasonlított a Jazz-turnén játszott programhoz, viszont két vadonatúj dal, a kislemezsiker Crazy Little Thing Called Love és a Save Me is bekerült (utóbbit 1980 januárjában adták ki kislemezen). Az egyvelegben (medley) a Bicycle Race helyét a Mustapha vette át, és az utóbbi két turnén megszokott It’s Late ettől kezdve eltűnt a Queen élő fellépéseiről. A ráadásban ezen a turnén a We Will Rock You dalt Freddie Mercury rendszeresen egy Supermannek öltözött, nagydarab testőr nyakában ülve adta elő.
A Jazz Tourhoz hasonlóan a Crazy Tour helyszíneinek összeállításánál is fő szempont volt, hogy ne a bejáratott nagy arénákban, hanem kisebb helyeken lépjen fel az együttes, ami persze mindenütt telt házas koncerteket és az utcán kígyózó sorokat eredményezett. A koncertsorozatot hét egymást követő londoni fellépés zárta hét különböző helyszínen. Karácsony másnapján, december 26-án a Hammersmith Odeonban ért véget a turné, és a Queen koncertje a Pol Pot rezsim utáni Kambodzsa megsegítésére Paul McCartney által szervezett jótékonysági koncertek egyike volt. Az esemény kapcsán megjelent Concert for People of Kampuchea élő albumra a Queentől a Now I’m Here került fel.

## Közreműködők
- Freddie Mercury – ének, zongora, csörgődob, ritmusgitár
- Brian May – elektromos gitár, háttérvokál, bendzsó, akusztikus gitár, zongora
- Roger Taylor – dob, háttérvokál
- John Deacon – basszusgitár

## Dalok listája
Jellemző műsor
1. Intro
2. We Will Rock You (gyors változat)
3. Let Me Entertain You
4. Somebody to Love
5. If You Can't Beat Them
6. Medley:
  1. Mustapha
  2. Death on Two Legs
  3. Killer Queen
  4. I’m in Love with My Car
7. Get Down, Make Love
8. You’re My Best Friend
9. Save Me
10. Now I’m Here
11. Don’t Stop Me Now
12. Spread Your Wings
13. Love of My Life
14. ’39
15. Keep Yourself Alive
16. Dobszóló
17. Gitárszóló
18. Brighton Rock (reprise)
19. Crazy Little Thing Called Love
20. Bohemian Rhapsody
21. Tie Your Mother Down
22. Sheer Heart Attack
23. We Will Rock You
24. We Are the Champions
25. God Save the Queen

Ritkán előadott dalok
- Jailhouse Rock
- Liar
- Fat Bottomed Girls
- Mull Of Kintyre (Liverpool – 1979. december 7.)
- Silent Night (London – 1979. december 26.)
- Danny Boy (Dublin – 1979. november 22.)

## Koncertek
| Időpont            | Helyszín                                       |
| ------------------ | ---------------------------------------------- |
| 1979. november 22. | Írország, Dublin                               |
| 1979. november 24. | Egyesült Királyság, Birmingham                 |
| 1979. november 26. | Egyesült Királyság, Manchester                 |
| 1979. november 27. | Egyesült Királyság, Manchester                 |
| 1979. november 30. | Egyesült Királyság, Glasgow                    |
| 1979. december 1.  | Egyesült Királyság, Glasgow                    |
| 1979. december 3.  | Egyesült Királyság, Newcastle                  |
| 1979. december 4.  | Egyesült Királyság, Newcastle                  |
| 1979. december 6.  | Egyesült Királyság, Liverpool                  |
| 1979. december 7.  | Egyesült Királyság, Liverpool                  |
| 1979. december 9.  | Egyesült Királyság, Bristol                    |
| 1979. december 10. | Egyesült Királyság, Brighton                   |
| 1979. december 11. | Egyesült Királyság, Brighton                   |
| 1979. december 13. | Egyesült Királyság, London (Lyceum Ballroom)   |
| 1979. december 14. | Egyesült Királyság, London (Rainbow Theatre)   |
| 1979. december 17. | Egyesült Királyság, London (Purley Tiffany's)  |
| 1979. december 19. | Egyesült Királyság, London (Tottenham Mayfair) |
| 1979. december 20. | Egyesült Királyság, London (Lewisham Odeon)    |
| 1979. december 22. | Egyesült Királyság, London (Alexandra Palace)  |
| 1979. december 26. | Egyesült Királyság, London (Hammersmith Odeon) |